# Karamojong
I karamojong, o  karimojong, sono un popolo di pastori, sempre più dediti all'agricoltura, la cui etnia vive in Karamoja, nel nord est dell'Uganda. La loro lingua fa parte del gruppo nilo-sahariano ed è strettamente collegata a quelle dei turkana (Kenya), iteso (Kenya e Uganda), toposa (Sudan). Condividono, inoltre, molti tratti culturali con i pokot, etnia divisa tra Uganda e Kenya, con cui confinano e condividono parte del territorio.

## Storia
I karimojong fanno parte dei popoli nilotici che, verso il XVI secolo, hanno lasciato l'area di origine, la valle del Nilo nel Sudan attuale. Stando alla tradizione orale, il gruppo di clan che si era diretto verso l'attuale regione del Turkana (Kenya) avrebbe combattuto un'epica battaglia. I perdenti vennero cacciati e si sparsero in varie direzioni.
Sebbene non esistano prove storiche, è ragionevole pensare che la migrazione dalla valle del Nilo abbia portato a frizioni tra i vari gruppi e quindi anche a scontri armati per il controllo del territorio. D'altro canto, le tradizioni masai e pokot riportano fatti simili e individuano nell'inizio del XVII secolo il momento del distacco definitivo dei vari gruppi.

## Allevamento
I karimojong vivono soprattutto grazie alla pastorizia. Sono un popolo transumante o semi-nomade. Mentre l'abitazione del clan rimane fissa, i pastori seguono le greggi in cerca di pascoli e costruiscono campi provvisori. Viste le condizioni semi-desertiche di gran parte della regione, i karimojong devono spesso cercare pascoli ai limiti del loro territorio e si scontrano con altri popoli pastori che vivono lo stesso sistema.
I karimojong sono al centro di polemiche a causa della loro inclinazione alle razzie di bestiame. Spesso sono in contrasto con le popolazioni vicine ma praticano le razzie anche in altri villaggi karimojong. Le razzie sono di solito organizzate per ricostituirsi le mandrie dopo periodi di crisi, per avere animali da sacrificare durante i riti di iniziazione o per pagare la dote (bride prize) in vista del matrimonio. Il problema delle razzie si è acuito durante il periodo di guerra civile che ha tenuto in scacco quasi tutto il territorio ugandese negli ultimi due decenni.

## Tipo etnologico
I karimojong sono stati studiati da vari etnologi italiani. Il più importante è padre Bruno Novelli, missionario comboniano, che ha speso tutta la sua vita tra i karimojong, ne ha studiato la lingua e la cultura e ha animato il centro culturale di Moroto, ha raccolto materiale etnografico e offriva corsi di lingue e cultura locale. Il suo ultimo libro (Etnosociologia Karimojong: Alcuni Aspetti) è considerato il lavoro più completo sull'etnosociologia di questo popolo.